# ISO 3166-2:CS
Kódy ISO 3166-2 pro Srbsko a Černou Horu identifikovaly 2 republiky a 2 autonomní oblasti. První část (CS) byl mezinárodní kód pro Srbsko a Černou Horu, druhá část sestávala ze dvou písmen identifikujících republiku nebo autonomní oblast. V roce 2006 byl kód zrušen a nahrazen dvojicí nových kódů - RS pro Srbsko a ME pro Černou Horu. Ještě před Srbskem a Černou Horou byl kód přiřazen Československu. 

## Zpravodaj
```
en:ISO 3166-2:2003-09-05
 – změna z YU na CS
```

## Seznam kódů
```
CS-CG Černá Hora (Črna Gora, Podgorica)
CS-KM Kosovo-Metochie (Priština)
CS-SR Srbsko (Srbija, 
Bělehrad
)
CS-VO Vojvodina (Novi Sad)
```